# Michael Pupin

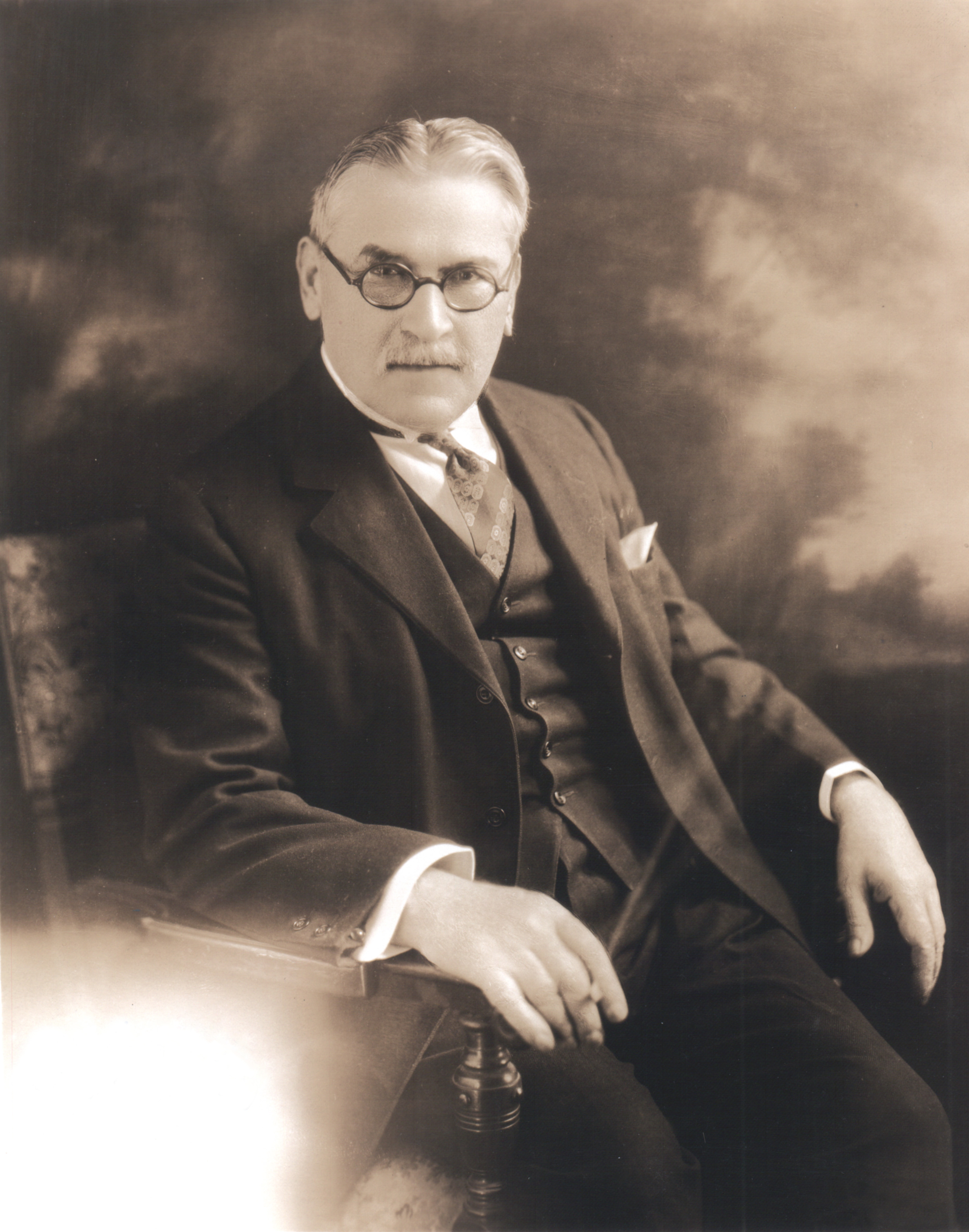
Michael Pupin

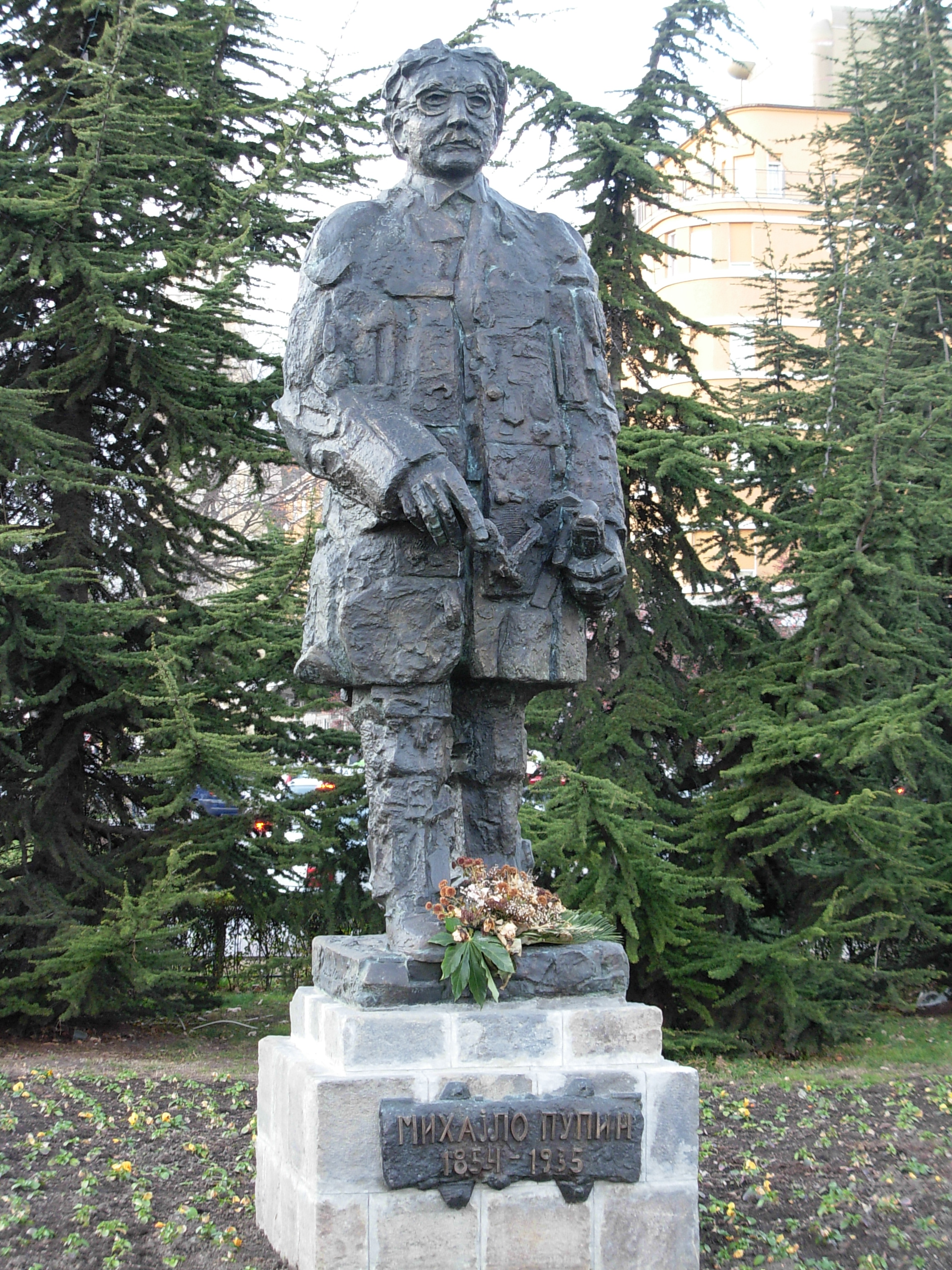
Standbeeld van Michael Pupin in 2012)

Michael Idvorsky Pupin (Servisch: Михајло Идворски Пупин; Mihajlo Idvorski Pupin) (Idvor, 4 oktober 1858 – New York, 12 maart 1935) was een Amerikaans natuurkundige en uitvinder van Servische afkomst. Hij is vooral bekend van zijn octrooien op gebied van lange-afstandstelefonie, telegrafie en radionetwerken, waaronder de naar hem vernoemde Pupinspoelen.

## Biografie

### Vroege jaren
Pupin werd geboren in het dorpje Idvor in het Slavische district Zuid-Banaat (destijds Oostenrijk-Hongarije, tegenwoordig gelegen in Servië) als zoon van Konstantin en Olympiade Pupin. Zijn ouders waren Servische immigranten uit Vevčani. Pupin verkreeg zijn basisopleiding in Idvor en in de nabijgelegen plaats Pančevo, waar hij voor het eerst kennis maakte met de mysteries van elektriciteit.
Om te voorkomen dat hij betrokken zou raken bij het opkomende Servisch nationalisme werd hij in 1873 door zijn ouders naar Praag gestuurd om daar verder te studeren. Echter hij miste zijn overstap en kwam terecht in Wenen, waar hij door een stationschef werd aangezien voor een revolutionair. Hij werd uit deze situatie gered door een ouder Amerikaans koppel dat hem meenam naar Praag. Onderweg ernaartoe vertelden ze hem over de Verenigde Staten en de Amerikaanse idealen.
Een jaar later overleed plotseling zijn vader en Pupin wilde huiswaarts keren om zijn moeder te helpen. Ze stond erop dat hij zijn studie voort moest zetten en hij besloot om dit in de Verenigde Staten te doen. Hij verkocht al zijn bezittingen om de reis mogelijk te maken en na een veertiendaagse overtocht aan boord van de "Westphalia" kwam hij eind maart 1874 zonder geld en middelen aan in New York.

### Leven in Amerika
Na een korte tijd gewerkt te hebben als boerenknecht op een boerderij nabij Delaware City en later in South St. Mary had hij vele kleine dagloonbaantjes in New York. In de tussentijd maakte hij zich de Engelse taal machtig en raakte bekend met de Amerikaanse geschiedenis en gebruiken.
In 1879 werd hij toegelaten op de Columbia College, waar hij snel bekend werd als een uitzonderlijke atleet en student – zo won hij diverse prijzen in Grieks en wiskunde. Hij slaagde met lof in 1883 terwijl hij de dag daarvoor Amerikaans staatsburger was geworden. Hij keerde terug naar Europa om zijn studie te vervolgen aan de Cambridge University waar hij wiskunde studeerde onder John Edward Routh. In oktober 1885 ging hij naar de universiteit van Berlijn waar hij onder professor Hermann von Helmholtz zijn doctoraat (Ph.D.) behaalde op zijn proefschrift "Osmotic Pressure and Its Relation to Free Energy".
In 1889 keerde hij terug naar Columbia College voor de functie van docent wiskundige natuurkunde op de pas opgerichte faculteit van Elektrotechniek. In 1892 werd hij benoemd tot adjunct-professor mechanica en in 1901 tot professor elektromechanica. Na zijn pensionering in 1931 werd hij benoemd tot professor emeritus.
Pupin was in 1888 in het huwelijk getreden met Sarah Katherine Jackson, de zuster van een Columbia medestudent; samen zouden ze één dochter krijgen. Na een ziekbed van enkele maanden overleed hij op 76-jarige leeftijd aan de gevolgen van nierfalen.

## Prestaties
Pupin leverde zijn belangrijkste werk af gedurende zijn jaren aan Columbia College. Twee van zijn belangrijkste onderzoeksgebieden waren lange-afstandstelefonie en röntgenstraling.

### Lange-afstandstelefonie
In 1894 bestuurde hij de golfvoortplanting in een trillende snaar, waarbij hij opmerkte dat golven minder snel verdwenen in een snaar voorzien van gewichten op gelijke tussenafstanden dan in een snaar zonder gewichten. Deze vinding paste hij toe op lange-afstandstelefonie, waarbij hij voortbouwde op het werk van de Britse natuurkundige Oliver Heaviside.
Ter compensatie van de storende invloed van de grotere capaciteit worden op vaste, regelmatige afstanden kleine smoorspoelen (Pupinspoelen genaamd) aangebracht. Dit kwam de signaalkwaliteit aanzienlijk ten goede. Oorspronkelijk bestonden deze uit bewikkelde kernen van siliciumijzer; tegenwoordig worden de kernen geperst van fijn verdeeld ijzerpoeder met een bindmiddel of van ferriet.

### Röntgenstraling
Pupin was een van de eersten die het experiment van Röntgen wist te reproduceren in de Verenigde Staten. In 1896 ontwikkelde hij een methode van snelle röntgenfotografie, namelijk door een vel papier te voorzien van fluorescerende verf en deze te gebruiken naast de fotografische plaat. Voordeel was dat patiënten slechts enkele seconden blootgesteld werden aan de straling in plaats van een uur of meer.
Pupins pionierswerk op dit gebied kwam tot een abrupt einde toen hij in april 1896 een ernstige longontsteking opliep, wat hem bijna zijn leven kostte. Zijn vrouw, die hem tijdens zijn ziekte verzorgd had, kreeg de ziekte ook maar overleed eraan. Nadien keerde hij nooit meer terug naar onderzoek met röntgenstraling.

## Servische gemeenschap
Vanaf 1909 begon hij zich actief in te zetten voor de Servische gemeenschap in de Verenigde Staten en werd zelfs voorzitter van de belangenvereniging van Servische immigranten. Na de uitbraak van de Balkanoorlogen in 1912 werd hij benoemd tot ereconsul van Servië in New York.
Op eigen kosten begon hij rond dezelfde tijd een Servisch dagblad, vooral met het doel om de Servische gemeenschap op de hoogte te houden van de oorlogshandeling in de Balkan. Ook regelde hij benefietbijeenkomsten om gelden op te halen ter ondersteuning van het Servische Rode Kruis en om vrijwilligers te inspireren voor actieve militaire dienst.
Op verzoek van premier Nikola Pašić verdedigde Pupin de belangen van Servië tijdens de Parijse vredesconferentie in april 1919. Samen met zijn collega, Douglas Johnson, professor aan de Columbia University was hij betrokken bij de oprichting van het nieuwe koninkrijk der Serviërs, Kroaten en Slovenen – het latere Joegoslavië.

## Erkenning
Pupin was onder meer voorzitter van het Institute of Radio Engineers (IRE) in 1917 en de American Institute of Electrical Engineers (AIEE) in 1925-26. Gedurende zijn carrière kreeg hij vele onderscheidingen, waaronder de Elliott Cresson Medal van het Franklin Institute (1902), de IEEE Edison Medal (1920) en de (IRE) IEEE Medal of Honor (1924).
Zijn autobiografie "From Immigrant to Inventor" won in 1924 de Pulitzer Prize. Naast vele technische artikelen schreef hij ook de werken "The New Reformation" (1927) en "Romance of the Machine" (1930).
- Bibsys: 3047246
- Biblioteca Nacional de España: XX1119358
- Bibliothèque nationale de France: cb10327162m (data)
- CiNii: DA05921075
- Gemeinsame Normdatei: 119051451
- International Standard Name Identifier: 0000 0001 1028 0876
- Library of Congress Control Number: n79131988
- Nationale Bibliotheek van Letland: 000055593
- Mathematics Genealogy Project: 72169
- Bibliotheek van het Japanse parlement: 00525339
- Nationale Bibliotheek van Tsjechië: js2006349900
- Nationale Bibliotheek van Israël: 987007276497505171
- Nationale Bibliotheek van Polen: a0000002970321
- Nationale en Universitaire bibliotheek Zagreb: 000006742
- Nederlandse Thesaurus van Auteursnamen: 083288686
- Réseau des bibliothèques de Suisse occidentale: 02-A009158285
- Istituto Centrale per il Catalogo Unico: TSAV273461
- SNAC: w6sj1tcq
- Système universitaire de documentation: 076484858
- Virtual International Authority File: 62349932
- WorldCat: E39PBJfCCdcQMxyJW7HtdC9kXd